# 羅素·布勞爾
羅素·布勞爾是一位曾三度獲艾美奖的美国作曲家。他是 宾尼兔大冒险、 狂欢三宝和 蝙蝠侠 (动画影集)的作曲人。另外，他還爲會合作戰、魔兽世界、星际争霸II以及暗黑破坏神III譜寫過遊戲音樂。他曾是一名暴雪娱乐的工作人员，但他之前曾在華納兄弟動畫和DIC娛樂当音效师，在NovaLogic當音效导演。他也曾是華特·迪士尼幻想工程的主媒体设计师。
他爲 魔兽世界:巫妖王之怒中的巫妖王的陨落所作的「無敵」曾於2014年4月在經典音樂調頻「名人堂」中播出。這是他的作品首次在名人堂中播出。
2017年7月21日，他宣布所在的音频总监/作曲家职位已经从暴雪娱乐移除，不再是暴雪的员工，他表示仍然有机会做为一名自由音乐人为暴雪贡献作品。亦参加了2017年在中国大陆举办的VGL。

## 作品
- 魔兽世界：军团再临 (2016)
- 魔兽世界：德拉诺之王 (2014)
- 暗黑破坏神III：奪魂之镰 (2014)
- 炉石传说：魔兽英雄传 (2014)
- 星际争霸II：虫群之心 (2013)
- 魔兽世界：熊猫人之谜 (2012)
- 暗黑破坏神[7](2012)
- 星际争霸II：自由之翼 (2010)
- 魔兽世界：大地的裂变 (2010)
- 魔兽世界：巫妖王之怒[8](2008)
- 魔兽世界：燃烧的远征 (2007)
- Delta Force: Black Hawk Down
- Joint Operations: Typhoon Rising